# Mads Siljehaug

Der von Mads Siljehaug gefahrene Ligier JS P320 beim Road to Le Mans 2022

Mads Emil Siljehaug (* 6. Februar 1996) ist ein norwegischer Automobilrennfahrer.

## Karriere
Mads Siljehaug bestritt von 2009 bis 2012 Kartsport. Dort fuhr er hauptsächlich in der Norwegischen Kartmeisterschaft.
In den beiden Jahren 2012 und 2013 startete er in der Formel Basic und gewann 2012 die Norwegische Meisterschaft und ein Jahr später den Norwegen Cup.
Nach einer Unterbrechung stieg er 2016 wieder in den Motorsport ein und startete in GT4-Rennserien. 2016 und 2017 trat er in der Competition102 GT4 European Series und dem nachfolgenden GT4 European Series Northern Cup mit einem KTM X-Bow GT4 an. Dort wurde er im ersten Jahr Vizemeister in der Pro-Klasse.
In der Saison 2018 fuhr er im GT4 Central European Cup und wurde Sechster in der ProAm-Wertung. Daneben startete er im Endurance Cup der Blancpain GT Series mit einem Lamborghini Gallardo R-EX und erreichte den 11. Rang in der Silver-Wertung.
2019 fuhr er in der Silver-Cup-Wertung der GT4 European Series und wurde 12. in der Gesamtwertung.
2019 und 2020 ging er in der ADAC GT4 Germany an den Start. Im ersten Jahr gewann er zusammen mit Eike Angermayr auf einem KTM X-Bow GT4 den Meistertitel. Im folgenden Jahr trat er nur als Gastfahrer bei einem Rennwochenende an.
In der amerikanischen Rennserie Pirelli GT4 America SprintX startete er mit einem KTM X-Bow GT4 2020 und 2021. Im ersten Jahr erreichte er dort mit dem vierten Rang seine beste Gesamtplatzierung in der Silver-Klasse.
In der 24H GT Series wurde Siljehaug 2021 mit einem KTM X-Bow GTX des Teams Reiter Engineering Vizemeister der GTX-Wertung.
In der Saison 2022 fährt er für Reiter Engineering einen Ligier JS P320 in der LMP3-Klasse des Michelin Le Mans Cup.